# Geolycosa sangilia
Geolycosa sangilia là một loài nhện trong họ Lycosidae.
Loài này thuộc chi Geolycosa. Geolycosa sangilia được Carl Friedrich Roewer miêu tả năm 1955.